# 高屋築山古墳
高屋築山古墳（たかやつきやまこふん）は、大阪府羽曳野市古市5丁目にある古墳。形状は前方後円墳。古市古墳群の最南端に位置する。「安閑天皇陵」とも。
実際の被葬者は明らかでないが、宮内庁により「古市高屋丘陵（ふるちのたかやのおかのみささぎ）」として第27代安閑天皇の陵に治定されているほか、合葬の神前皇女（継体天皇皇女）の墓に治定されている。また周堤は国の史跡に指定されている（史跡「古市古墳群」のうち）。

## 概要
高屋築山古墳は、墳丘の長さ122メートル、前方部の幅100メートル・高さ12.5メートル、後円部は直径78メートル・高さ13メートルの前方後円墳である。
この古墳は、中世（室町時代後半）に畠山氏の居城である高屋城の本丸がおかれており元々の形態が大きく改変されている。なお、『足利季世紀』によれば、畠山稙長は「本城ニハ恐レ」て居住せず「二ノ丸」に居住している。古墳に対する畏敬の念がありながらも城として利用していることは興味深いと指摘されている。
出土した円筒埴輪の特徴から、6世紀初頭に築造されたものと考えられている。
宮内庁によって安閑天皇陵に治定されており、拝所が国道170号線（旧道）に面した前方部正面の濠の外にある。

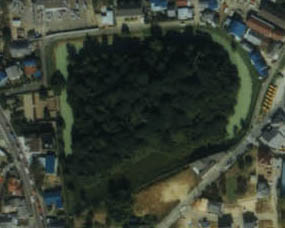
古墳の空中写真
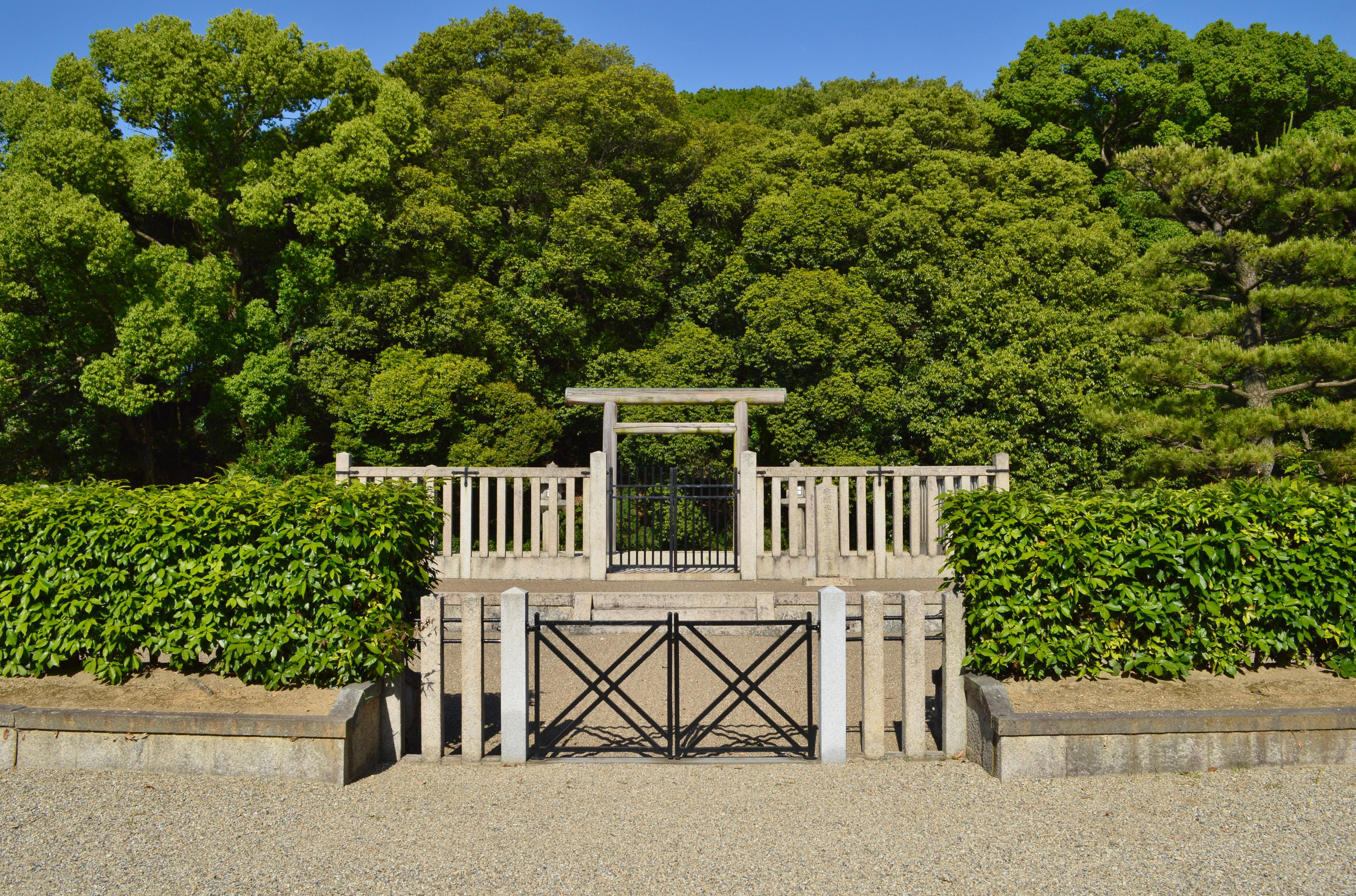
安閑天皇古市高屋丘陵・神前皇女墓 拝所
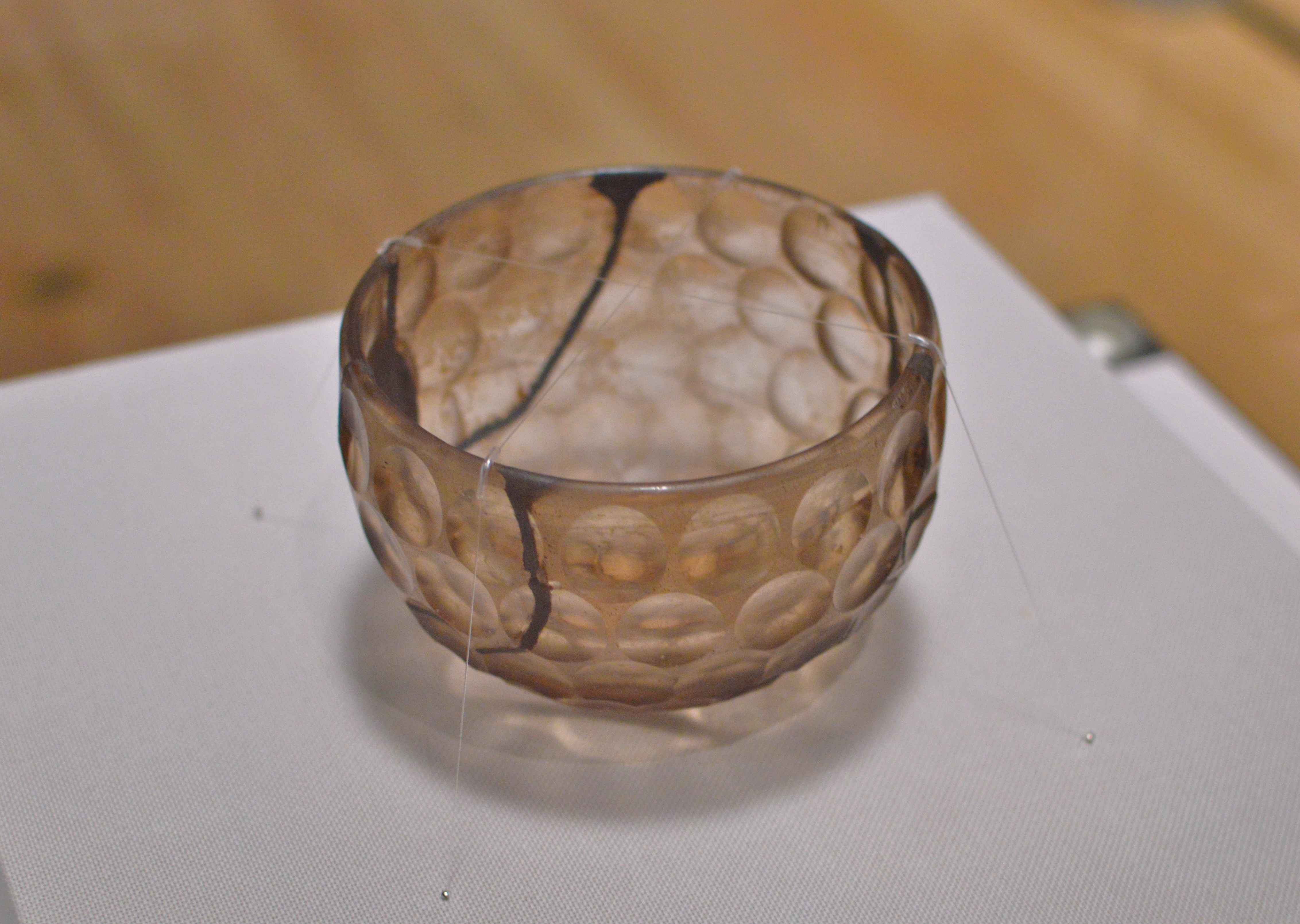
伝安閑陵古墳出土 白瑠璃碗（国の重要文化財） 東京国立博物館展示。

## 文化財

### 国の史跡
- 安閑天皇陵周堤（史跡「古市古墳群」のうち） - 2024年（令和6年）10月11日指定[2][3]。